# Túnel de Betong Mongkhonrit
El túnel de Betong Mongkhonrit (en tailandés: อุโมงค์เบตงมงคลฤทธ) es el primer y mayor túnel para una carretera en el país asiático de Tailandia.

## Descripción
Se encuentra ubicado en la localidad de Betong, provincia de Yala una de las subdivisiones tailandesas. Se trata de un túnel en curva, de 268 metros de largo, que conecta el centro de la ciudad con una parte nueva de la ciudad hacia el Sureste. El túnel fue inaugurado el 1 de enero de 2001.